# Pygiopsylla spinata
Pygiopsylla spinata är en loppart som beskrevs av Holland 1969. Pygiopsylla spinata ingår i släktet Pygiopsylla och familjen Pygiopsyllidae. Inga underarter finns listade i Catalogue of Life.